# Too Hot to Handle (programa de televisió)
Too Hot to Handle és un reality televisiu de cites estatunidenc i britànic produït per les productores Fremantle Talkback i Thames i creat per Laura Gibson i Charlie Bennett. La primera temporada, al qual constava de vuit capítols del programa es va estrenar a Netflix el 17 d'abril de l'any 2020. Presentat per una assistent virtual anomenada "Lana", l'espectacle gira al voltant de 10 adults, tots ells principalment involucrats en aventures esporàdiques sexuals sense sentit i no són capaços de formar relacions que durin, aquests es col·loquen junts en una casa durant quatre setmanes i han de passar per diversos tallers, tot mentre que els petons, el contacte sexual o l'autogratificació estan prohibits. Hi ha un premi monetari, el qual es redueix cada vegada que s'incompleix una regla.
La sèrie es va renovar per dues temporades més, el gener de l'any 2021, ambdues filmades enmig de la pandèmia de COVID-19 a les Illes Turks i Caicos. En referència a la segona temporada, la primera es va estrenar el 23 de juny de l'any 2021 i la segona el 30 de juny de l'any 2021 (la setmana següent). El 19 de gener de l'any 2022 es va estrenar la tercera temporada. La quarta temporada es va estrenar el 7 de desembre de l'any 2022. I, actualment, s'inicia el registre per a la primera edició d'Àfrica, la qual s'allotjarà a Nigèria

## Premissa
Presentat per una assistent virtual anomenada "Lana", l'espectacle gira al voltant de 10 adults, tots ells principalment involucrats en aventures esporàdiques sexuals sense sentit i no són capaços de formar relacions que durin, aquests es col·loquen junts en una casa durant quatre setmanes. Durant la seva estada, els concursants hauran de participar en diversos tallers, tot i que se'ls prohibeix qualsevol petó, contacte sexual o autogratificació. L'objectiu és fomentar connexions genuïnes entre els participants, les quals vagin més enllà del desig físic. Els concursants comencen amb un premi de 100.000 dòlars, el qual es redueix cada vegada que es trenca una regla.
Cada temporada comença amb 10 nou concursants, tot i que posteriorment s'hi van incorporant de nous. De la mateixa manera que nous participants van entrant, els que no poden establir connexions genuïnes o comprometre's a vegades són expulsats.

## Episodis
| Temporada | Episodis | Llançament original         | Llançament original          |
| Temporada | Episodis | Primer llançament           | Últim llançament             |
| --------- | -------- | --------------------------- | ---------------------------- |
| 1         | 9        | 17 d'abril de l'any 2020    | 8 de maig de l'any 2020      |
| 2         | 10       | 23 de juny de l'any 2021    | 30 de juny de l'any 2021     |
| 3         | 10       | 19 de gener de l'any 2022   | 19 de gener de l'any 2022    |
| 4         | 10       | 7 de desembre de l'any 2022 | 14 de desembre de l'any 2022 |

### Temporada 1 (2020)
| Núm. en general | Núm. a la temporada | Títol                                     | Premi monetari | Data original de llançament |
| --------------- | ------------------- | ----------------------------------------- | -------------- | --------------------------- |
| 1               | 1                   | ''Love, Sex or Money''                    | $100,000       | 17 d'abril de l'any 2020    |
| 2               | 2                   | ''When Harry Met Francesca''              | $97,000        | 17 d'abril de l'any 2020    |
| 3               | 3                   | ''Revenge Is a Dish Best Served Hot''     | $94,000        | 17 d'abril de l'any 2020    |
| 4               | 4                   | ''Two's Company, Three's a... Threesome'' | $94,000        | 17 d'abril de l'any 2020    |
| 5               | 5                   | ''Boys to Men''                           | $75,000        | 17 d'abril de l'any 2020    |
| 6               | 6                   | ''The Bryce Isn't Right''                 | $55,000        | 17 d'abril de l'any 2020    |
| 7               | 7                   | ''Sisters over Misters''                  | $43,000        | 17 d'abril de l'any 2020    |
| 8               | 8                   | ''Lust or Bust''                          | $75,000        | 17 d'abril de l'any 2020    |
| 9               | 9                   | ''Extra Hot: The Reunion''                | -              | 8 de maig de l'any 2020     |

Too Hot to Handle (season 1)

### Temporada 2 (2021)
| Núm. en general | Núm. a la temporada | Títol                                      | Premi monetari | Data original de llançament |
| --------------- | ------------------- | ------------------------------------------ | -------------- | --------------------------- |
| 10              | 1                   | ''C**kblocked by a Cone''                  | $100,000       | 23 de juny de l'any 2021    |
| 11              | 2                   | ''You Gotta Watch Out for Pete''           | $79,000        | 23 de juny de l'any 2021    |
| 12              | 3                   | ''On Est dans la Merde''                   | $73,000        | 23 de juny de l'any 2021    |
| 13              | 4                   | ''Resist Everything... Except Temptation'' | $68,000        | 23 de juny de l'any 2021    |
| 14              | 5                   | ''An Offer You Can't Refuse''              | $68,000        | 30 de juny de l'any 2021    |
| 15              | 6                   | ''Give Up The Chase''                      | $60,000        | 30 de juny de l'any 2021    |
| 16              | 7                   | ''Misters Over Sister''                    | $40,000        | 30 de juny de l'any 2021    |
| 17              | 8                   | ''Money Down The Drain''                   | $30,000        | 30 de juny de l'any 2021    |
| 18              | 9                   | ''Green Lights and Hot Nights''            | $55,000        | 30 de juny de l'any 2021    |
| 19              | 10                  | ''I Did Not See That Coming''              | $55,000        | 30 de juny de l'any 2021    |

Too Hot to Handle (season 2)

### Temporada 3 (2022)
| Núm. en general | Núm. a la temporada | Títol                             | Premi monetari | Data original de llançament |
| --------------- | ------------------- | --------------------------------- | -------------- | --------------------------- |
| 20              | 1                   | ''No Pleasure Island''            | $200,000       | 19 de gener de l'any 2022   |
| 21              | 2                   | ''The Midnight Train to Georgia'' | $197,000       | 19 de gener de l'any 2022   |
| 22              | 3                   | ''The Truth Hurts''               | $155,000       | 19 de gener de l'any 2022   |
| 23              | 4                   | ''Eat My Shorts''                 | $143,000       | 19 de gener de l'any 2022   |
| 24              | 5                   | ''The Summer of '69''             | $74,000        | 19 de gener de l'any 2022   |
| 25              | 6                   | ''Triple Threat''                 | $68,000        | 19 de gener de l'any 2022   |
| 26              | 7                   | ''Yoni Live Once''                | $46,000        | 19 de gener de l'any 2022   |
| 27              | 8                   | ''Reaching Rock Bottom''          | $0             | 19 de gener de l'any 2022   |
| 28              | 9                   | ''Paradise Purgatory''            | $0             | 19 de gener de l'any 2022   |
| 29              | 10                  | ''Out With A Bang''               | $90,000        | 19 de gener de l'any 2022   |

Too Hot to Handle (season 3)

### Temporada 4 (2022)
| No. en general | No. a temporada | Títol                           | Premi en diners           | Data de llançament original  |
| -------------- | --------------- | ------------------------------- | ------------------------- | ---------------------------- |
| 30             | 1               | "The Mile Dry Club"             | $200.000                  | 7 de desembre de l'any 2022  |
| 31             | 2               | "There's Something About Nigel" | $191.000                  | 7 de desembre de l'any 2022  |
| 32             | 3               | "Officer Kill Joy"              | $167.000                  | 7 de desembre de l'any 2022  |
| 33             | 4               | "Flavia of the Month"           | $167.000                  | 7 de desembre de l'any 2022  |
| 34             | 5               | "The Shower and The Glory"      | $117.000                  | 7 de desembre de l'any 2022  |
| 35             | 6               | "Puppets for Playas"            | *Pendent d'actualització* | 14 de desembre de l'any 2022 |
| 36             | 7               | "Trust or Bust"                 | *Pendent d'actualització* | 14 de desembre de l'any 2022 |
| 37             | 8               | "It's Raining Love Triangles"   | *Pendent d'actualització* | 14 de desembre de l'any 2022 |
| 38             | 9               | "Jawahir, Jawa-there"           | *Pendent d'actualització* | 14 de desembre de l'any 2022 |
| 39             | 10              | "Growth is a Team Game"         | $89.000                   | 14 de desembre de l'any 2022 |

## Producció

### Fons
La sèrie va ser creada per Laura Gibson (directora creativa de la productora Talkback (propietat de Fremantle)) i desenvolupada per Charlie Bennett, citant l'episodi de Seinfeld, " The Contest " com a la seva inspiració per la premissa de Too Hot to Handle. Laura Gibson, va afirmar a Deadline Hollywood que havia estat treballant per produir un programa de cites des de l'any 2016.
Els productors executius del reality, Viki Kolar i Jonno Richards, van admetre que la inspiració per al personatge virtual de la intel·ligència artificial i els assistents virtuals, l'havien trobat especialment en la videovigilància. Viki Kolar, en una entrevista a Glamour, va afirmar el següent: "[AI] està literalment a tot arreu al nostre voltant. Ens està governant, prenent el relleu".

### Desenvolupament
Netflix Studios, LLC, el 5 de maig de l'any 2019, va sol·licitar registrar comercialment la frase "Too Hot to Handle" amb propòsits educatius, de formació, d'entreteniment, esportius i culturals. La sol·licitud es va aprovar el 24 de juny de l'any 2019 i es va prorrogar el 5 de març de l'any 2020. Això s'ha fet amb altres programes originals de Netflix com Stranger Things, The OA i Big Mouth. La productora de Fremantle Talkback, va produir Too Hot to Handle.
El programa va utilitzar assistent virtual anomenat Lana, en lloc d'un ésser humà com a presentador. Desiree Burch va oferir una narració de veu en off, fent comentaris burlons i còmics cap als concursants.

### Càsting
L'any 2018, Talkback va anunciar que el càsting per a un reality, sense títol llavors, estava obert. En total, més de 3.000 persones van audicionar per la sèrie; igualment, la productora Louise Peet va afirmar que les persones que finalment van acabar sent escollides pel programa, havien destacat entre l'equip que realitzava el càsting i que havien estat escollides ràpidament.

### Rodatge
Un complex de luxe anomenat Casa Tau amb localització a Punta Mita, Mèxic, es va obrir als hostes el desembre de l'any 2018. Poc després, Too Hot to Handle va iniciar el seu rodatge a finals del mes de març de l'any 2019 i el va acabar el mes l'abril. Després d'haver finalitzat amb la filmació, els catorze concursants van poder passar diversos dies al complex sense càmeres abans de tornar a casa.

### Llançament
El tràiler de la primera temporada de Too Hot to Handle va ser estrenat el 10 d'abril de l'any 2020 per Netflix. La temporada en qüestió de Too Hot to Handle constava de vuit episodis, tots els quals es van publicar el 17 d'abril de l'any 2020 a la plataforma de streaming mencionada anteriorment. El 8 de maig de l'any 2020 es va emetre un episodi on els catorze concursants es retrobaven i en el qual Desiree Burch els va entrevistar a tots. Els primers 4 episodis de la segona temporada es van estrenar el 23 de juny de l'any 2021, mentre que el 30 de juny de l'any 2021 es llançaven els 6 episodis restants. La tercera temporada es va estrenar el 19 de gener de l'any 2022. Els primers 5 episodis de la quarta temporada es van estrenar el 7 de desembre de l'any 2022 i els 5 restants el 14 de desembre de l'any 2022.

### Premi
Temporada 1: A la cerimònia d'assignació del premi, tots els deu concursants restants, es van convertir en els guanyadors del programa. Francesca Farago, Harry Jowsey, Kelz Dyke, Bryce Hirschberg, Chloe Veitch, David Birtwistle, Lydia Clyma, Nicole O'Brien, Rhonda Paul i Sharron Townsend es van repartir el premi de 75,000 dòlars de manera equitativa, així fent que cadascú s'emportés un total de 7,500 dòlars.
Temporada 2: A la cerimònia d'assignació tres concursants van resultar ser finalistes: Carly, Cam i Marvin. Els companys restants van ser els que van votar pel guanyador, seleccionant a Marvin com a guanyador dels 55,000 dòlars.
Temporada 3: A la cerimònia d'assignació quatre concursants van resultar ser finalistes: Beaux i Harry (en parella), Georgia i Nathan. Els companys restants van ser els que van votar pel guanyador, seleccionant a Beaux i Harry com a guanyadors del premi de 90,000 dòlars.

## Recepció
Durant la setmana del 20 d'abril, Too Hot to Handle es va convertir en el programa de televisió número 1 a Netflix. El lloc web de l'agregador de ressenyes Rotten Tomatoes ofereix, a partir de 28 ressenyes, un 36% a la primera temporada de Too Hot to Handle, amb una valoració mitjana de 4,9 sobre 10. Metacritic, que utilitza una mitjana ponderada, basant-se en 13 ressenyes, dona a la sèrie una metapuntuació de 43.
John Serba, crític de Decider, va descriure el programa com "una combinació de Temptation Island, Love Island, l'episodi " The Contest " de Seinfeld i The Peter Griffin Sideboob Hour ", afirmant que "anomenar-ho malbé és participar en un eufemisme nuclear. ", anomenant-lo "una de les escombraries més grolleres que s'ha fet mai", i també aconsella als espectadors que se la saltin.
Per part de Slate, Rachelle Hampton va escriure una crítica negativa, la qual deia el següent: "Malgrat una premissa irresistiblement sucosa, Too Hot to Handle no sap quin tipus d'espectacle vol ser, i pateix per la falta de direcció. (. . .) El concepte de si els concursants cauran on no en la temptació s'arruïna tan bon punt queda clar que sí, òbviament que ho faran, encara que això signifiqui perdre desenes de milers de dòlars."

## Versions internacionals
| País   | Títol                                                | Plataformes | Amfitrió(ns)   |
| ------ | ---------------------------------------------------- | ----------- | -------------- |
| Brasil | Too Hot To Handle: Brasil Brincando com Fogo: Brasil | Netflix     | Bruna Louise   |
| Mèxic  | Too Hot To Handle: Latino Jugando con Fuego: Latino  | Netflix     | Itatí Cantoral |